# Caroline Brasch Nielsen
Caroline Brasch Nielsen (Copenaghen, 21 giugno 1993) è una modella danese.

## Carriera
Scoperta e messa sotto contratto da Elite Model Management, il suo debutto nel 2010 avviene per Dries van Noten a cui seguono negli anni le passerelle per: Givenchy, Balenciaga, Yves Saint Laurent, Elie Saab, Céline, Sonia Rykiel, Viktor & Rolf, Iceberg, Barbara Bui, Miu Miu, Louis Vuitton, Chanel, Anna Sui, Hugo Boss, Burberry, Chistophe Lemaire, Lanvin, Guy Laroche, Chloé, D&G, Hakaan, Valentino, Haider Ackermann, Fendi, Giambattista Valli, Jason Wu, Roberto Cavalli, Altuzarra, Versace, Missoni, Diesel Black Gold, Isaac Mizrahi, A.F. Vandevorst, Oscar de la Renta, Alexander Wang, Max Azria, Jo No Fui, Francesco Scognamiglio, Alexander McQueen, Phillip Lim, Proenza Schouler, Max Mara, Marc Jacobs, Rochas, Etro, Salvatore Ferragamo, Narciso Rodriguez, Stella McCartney, Alberta Ferretti, Christopher Kane, Emilio Pucci, Rick Owens, Derek Lam, Prada, Prabal Gurung, Tommy Hilfiger, Rue du Mail, Bill Blass, Nina Ricci, Pedro Lourenço, Diane von Fürstenberg, Matthew Williamson, Zuhair Murad, Vera Wang, Alexandre Vauthier, Victoria Beckham, Anthony Vaccarello, Tom Ford, Paul & Joe, Jonathan Saunders.
Partecipa al Victoria's Secret Fashion Show del 2011 e 2013; posa per le copertine di Vogue, Dansk, Cover e per le pagine di i-D, AnOther, Interview, Numero, W, Dazed & Confused e per le campagne pubblicitarie di Balenciaga, Black Noir, H&M, Joe Fresh, Sonia Rykiel, Valentino, Marc Jacobs.

## Agenzie
- Elite - Copenaghen, Parigi, Milano, Barcellona, Stoccolma
- The Society Management - New York
- Storm Model Management - Londra
- Model Management - Amburgo
- Munich Models - Monaco di Baviera

## Campagne pubblicitarie
- Balenciaga A/I (2010)
- Balenciaga Resort (2013)
- Black Noir A/I (2010)
- Burberry Black P/E (2011)
- Chloé P/E (2013)
- Chloé: ROSES DE CHLOÉ Fragrance (2013)
- ck Calvin Klein A/I (2013)
- cK One Color Cosmetics (2013)
- Devi Kroell A/I (2012)
- H&M Conscious Collection A/I (2011)
- Hobbs P/E (2012)
- Hugo Boss HUGO P/E (2014)
- Jill Stuart A/I (2013)
- Joe Fresh P/E (2012)
- Marc Jacobs P/E (2011)
- Noir P/E (2011)
- Oscar de la Renta P/E (2013)
- Sonia Rykiel A/I (2012)
- Tory Burch A/I (2013)
- Uniqlo Spring (2012-2013)
- Valentino P/E (2011) A/I (2011-2012)
- Y-3 A/I (2013)
- Zara A/I (2013)